# Fiat 238
Fiat 238 — фургон, выпускавшийся компанией «Fiat» с 1969 по 1983 год. Автомобиль был впервые показан в 1967 году в качестве логического продолжения Fiat 1100T. Конструкция шасси автомобиля была полностью взята у автомобиля Autobianchi Primula (подразделение Fiat). 
В 1974 году на смену 238 модели был выпущен Fiat 242 с более мощным бензиновым двигателем, и в качестве опции — с дизельным двигателем. Однако выход следующей модели не сказался на популярности Fiat 238 и компания решила продолжать производство модели. Более того, бензиновый двигатель 242 модели стал устанавливаться и на 238. 
В 1981 году на смену 238 модели пришла модель Ducato, однако 238 модель производилась до 1983 года.

## Двигатели
- 1197 куб. см., бензиновый, 43 л.с.
- 1438 куб. см., бензиновый, 45 л.с. (и вариант мощностью 51 л.с. для автомобилей скорой помощи.)